# HD179259
HD179259 — подвійна зоря. 
Ця подвійна система має видиму зоряну величину в смузі V приблизно 8,9.
Вона розташована на відстані близько 642,0 світлових років від Сонця.

## Подвійна зоря
Головна зоря цієї системи належить до хімічно пекулярних зір й має спектральний клас A8.
В той же час спектральний клас іншої компоненти залишається  ще не визначеним.

## Пекулярний хімічний склад
Зоряна атмосфера HD179259 має підвищений вміст 
Cr
.